# Dante (Devil May Cry)
Dante (ダンテ?) är huvudrollsinnehavaren i bland annat TV-spelen Devil May Cry och Devil May Cry 3: Dante's Awakening. Han är löst baserad på Dante Alighieri, likaså spelens handling, då de innefattar Demoner, Cerberus, Helvetet och andra varelser samt platser som finns med i boken Den Gudomliga komedin. Detta är dock ett renodlat Action-spel som utspelas i presens tidsmiljö. För länge sedan fanns det en man som hette Sparda. Han var kär i en ängel vid namn Eva. Detta var otänkbart och Mundus, demonernas "kung" eller "härskare",  dödade Eva, men Sparda behövde ett hårdare straff; han fick evig smärta samt inlåsning som straff. Hans två söner var tvillingar. De var söner till Sparda och Eva; en blandras av demoner och änglar som kallas "nephelim". Dessa var fiender med varandra; den ena var ond och andra var god. Den gode hette Dante och den onde hette Vergil. I DMC: Devil May Cry vill Vergil få hjälp av Dante att förgöra Mundus som hade full kontroll över människorna genom skuld, men det Dante inte visste var att Vergil endast ville mörda Mundus då han själv ville härska. Dante kunde inte tillåta det så de blev fiender.